# Helene Berg
Helene Karoline Berg, Geburtsname Helene Karoline Nahowski (geboren 29. Juli 1885 in Wien, Österreich-Ungarn; gestorben 30. August 1976 in Wien) war Sängerin und die Ehefrau des Komponisten Alban Berg.

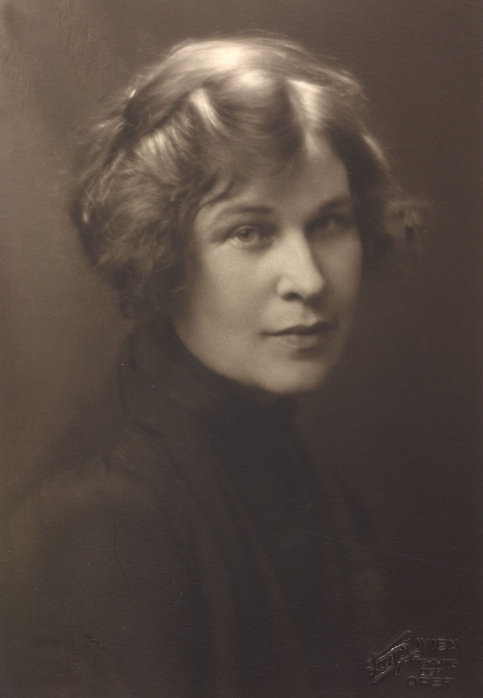
Aufnahme von Georg Fayer (1927)

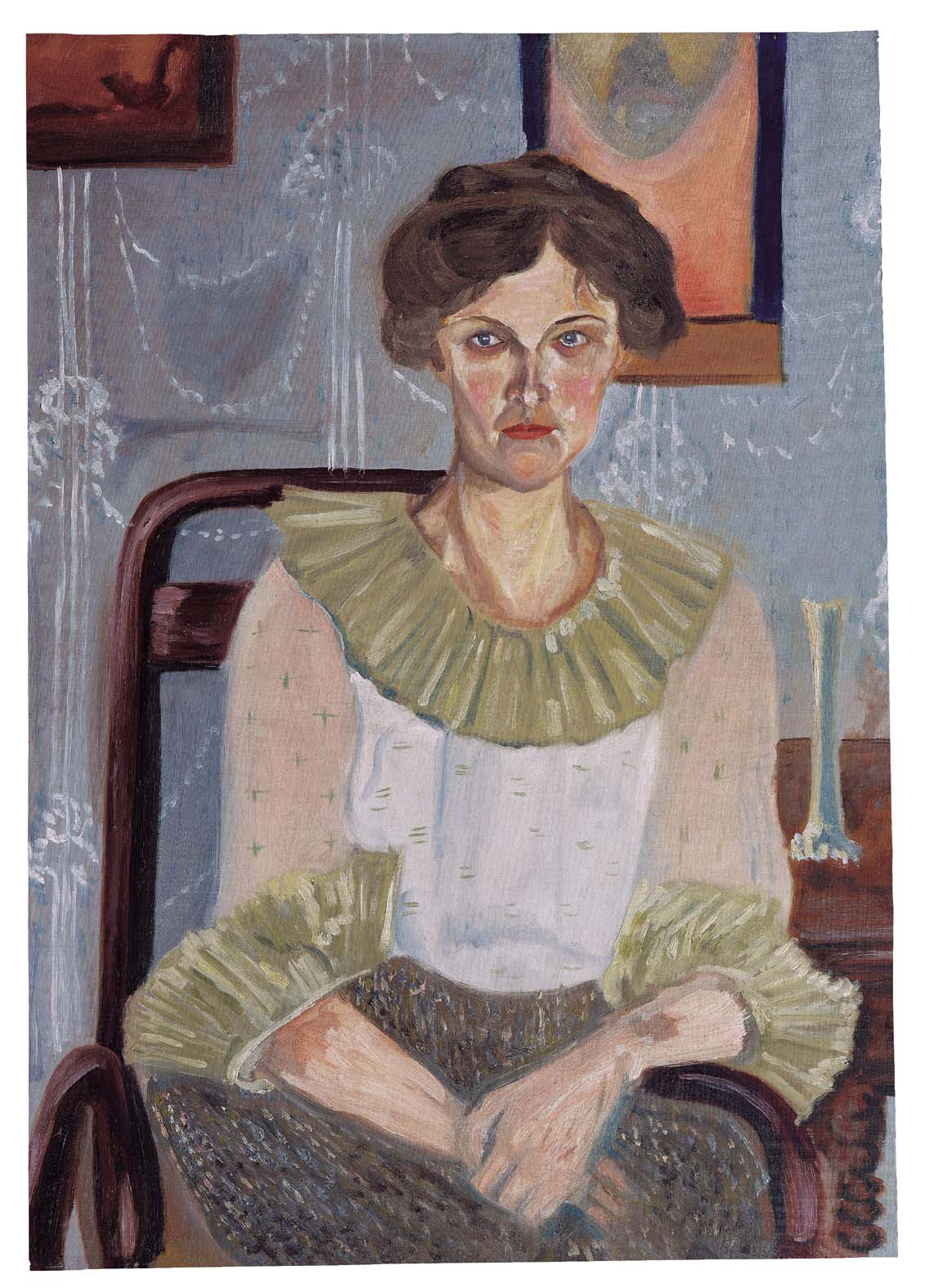
Arnold Schönberg: Helene Nahowski, um 1910

## Leben
Offiziell war sie die Tochter von Franz und Anna Nahowski. Es ist allerdings anzunehmen, dass Franz Nahowski nur ihr nomineller Vater war. Der biologische Vater ist höchstwahrscheinlich Kaiser Franz Joseph I., mit dem Helenes Mutter ein langjähriges Verhältnis hatte. Anna Nahowski hatte sich beim Erhalt einer hohen Abfindung verpflichtet, über ihre Beziehung zu Franz Joseph stets Stillschweigen zu bewahren. Ihre publizierten Tagebücher enthalten keinen Hinweis darauf, dass der Kaiser Helenes Vater war; jedoch erwähnten Persönlichkeiten wie Alma Mahler-Werfel, Peter Altenberg, Bruno Walter und Soma Morgenstern in verschiedenen Publikationen Helene Nahowski wie selbstverständlich als eine biologische Tochter des Kaisers Franz Joseph I. Auch in der Wiener Gesellschaft von damals galt es als offenes Geheimnis, dass Helene die Tochter des Kaisers und nicht die Franz Nahowskis sei.
Helene Nahowski wuchs in der Maxingstraße im Wiener Vorort Hietzing (ab 1890 der 13. Wiener Gemeindebezirk) auf. Sie studierte um 1907 (Opern-)Gesang bei Marianne Brandt in Wien und trat zwischen 1905 und 1911 auch öffentlich auf. Vermutlich erhielt sie auch eine Ausbildung auf dem Klavier.
1907 lernte sie den Komponisten Alban Berg (1885–1935) kennen, den sie 1911 heiratete. Ihr Vater Franz Nahowski leistete heftigen Widerstand gegen eine eheliche Verbindung Helenes mit dem jungen Komponisten, Alban hatte deshalb sogar für einige Zeit eine Geheimadresse. Helene verglich den Kampf Albans um seine Braut mit Robert Schumanns Bemühungen um Clara Wieck. Alban beschwor seine Braut in einem Brief vom Juli 1910, standhaft zu bleiben und versicherte ihr: „Du kannst beruhigt sein, ich bleib an dir hängen wie eine Kletten!“ Die Ehe Helene und Alban Berg blieb kinderlos. Helene Berg trat ab 1911 nur noch im privaten Bereich auf. Das Paar bezog eine Mietwohnung im 13. Bezirk, Trauttmansdorffgasse 27, die Helenes Mutter Anna Nahowski einrichtete. Helene Berg lebte dort bis zu ihrem Tod; heute befindet sich an dieser Adresse der Sitz der Alban-Berg-Stiftung.
Ab 1910 verbrachten Helene und ihr Mann die Sommerurlaube im Haus der Familie Nahowski, der später nach dem Komponisten benannten Alban-Berg-Villa in Trahütten in der Weststeiermark. Dort entstand auch eine Reihe der Werke Alban Bergs. Im Juni 1968 wurde in Trahütten auf Initiative des österreichischen Musikforschers Harald Kaufmann im Beisein von Helene Berg eine Gedenktafel enthüllt.
Helene Berg war wesentlich daran beteiligt, den Ruhm ihres verstorbenen Mannes zu mehren, den sie um mehr als 40 Jahre überlebte. Sie war seine Erbin und Verwalterin der Autorenrechte. Dazu gründete sie 1968 die Alban-Berg-Stiftung, die der Pflege des Andenkens an den Komponisten dient, wissenschaftliche Arbeiten ermöglicht und herausgibt sowie Stipendien für Musikstudierende vergibt. Umstritten war ihre Position zu Alban Bergs unvollendet gebliebener Oper Lulu. Sie untersagte testamentarisch die Fertigstellung und verbot den Einblick in Bergs Partiturenskizzen sowie eine Aufführung des Fragments. Nur durch einen Kompromiss zwischen der Alban-Berg-Stiftung und der Wiener Universal Edition konnte die von Friedrich Cerha orchestrierte dreiaktige Version von Lulu 1979 an der Pariser Oper uraufgeführt werden.
Helene Berg wurde im Grab ihres Mannes auf dem Hietzinger Friedhof bestattet. Die Zentralbibliothek Zürich bewahrt eine reiche Korrespondenz zwischen ihr und dem Musikschriftsteller Willi Reich, der zwei bedeutende Monografien über den Komponisten herausgegeben hat.

## Briefe
- Helene Berg (Hrsg.): Alban Berg. Briefe an seine Frau. Langen/Müller, München/Wien 1965.